# Liste des navires de la Marine nationale (France)
Cet article dresse la liste des bâtiments de la Marine nationale  en service.
La Marine nationale dispose en 2022 de 116 bâtiments de plus de 150 tonnes (dont la moitié de plus de 1 000 tonnes), répartis en deux grandes catégories : les bâtiments de combat (sous-marins, porte-aéronefs, frégates, patrouilleurs, chasseurs de mines, et chalands de débarquement : 79 unités), et les bâtiments de soutien (37 unités),. La liste des bâtiments de surface de plus de 150 tonnes (hors unités portuaires et navires affrétés) correspond, à quelques unités près, à la liste des bâtiments de la Force d'action navale.
Le porte-avions Charles de Gaulle est le navire amiral de la flotte. 3 porte-hélicoptères amphibies (classe Mistral) viennent ensuite, suivis de 2 Destroyer de défense aérienne (classe Horizon) et de 13 frégates multi-missions. six patrouilleurs offshore de la classe Floréal viennent compléter les bâtiments de combat. La Marine possède également 16 patrouilleurs et 16 unités de guerre des mines. La flotte sous-marine comprend quatre sous-marins nucléaires lanceurs d'engins (classe Le Triomphant), et cinq sous-marins nucléaires d'attaque, dont deux unités de classe Suffren et trois unités de classe Rubis.
La Marine française représente un tonnage global à pleine charge d'environ 404 000 tonnes, ce qui la place au 7e rang mondial des marines de guerre.

En fin d'article sont listés les bâtiments actuellement en construction ou en phase d'essais et leurs dates prévues de livraison à la Marine nationale.

## Présentation
Les tonnages indiqués pour chaque classe de bâtiments sont :
- le tonnage à pleine charge pour les bâtiments de surface ;

Au 30 septembre 2016, la Marine nationale déployait 60 bâtiments et 7 200 marins, répartis sur deux mers et trois océans différents.

## Sous-marins
| Classe               | Type                                          | Origine | Image | Quantité en service | Indicatif visuel | Nom           | Livraison | Port d'attache | Déplacement   | Notes                                                  |
| -------------------- | --------------------------------------------- | ------- | ----- | ------------------- | ---------------- | ------------- | --------- | -------------- | ------------- | ------------------------------------------------------ |
| Classe Le Triomphant | SNLE Sous-marins nucléaires lanceurs d'engins | France  |       | 4                   | S616             | Le Triomphant | 1995      | L'Île Longue   | 14 300 tonnes | [ 3 ]                                                  |
| Classe Le Triomphant | SNLE Sous-marins nucléaires lanceurs d'engins | France  | S617  | 4                   | Le Téméraire     | 1999          |           | L'Île Longue   | 14 300 tonnes | [ 3 ]                                                  |
| Classe Le Triomphant | SNLE Sous-marins nucléaires lanceurs d'engins | France  | S618  | 4                   | Le Vigilant      | 2004          |           | L'Île Longue   | 14 300 tonnes | [ 3 ]                                                  |
| Classe Le Triomphant | SNLE Sous-marins nucléaires lanceurs d'engins | France  | S619  | 4                   | Le Terrible      | 2009          |           | L'Île Longue   | 14 300 tonnes | [ 3 ]                                                  |
| Classe Rubis         | SNA Sous-marins nucléaires d'attaque          | France  |       | 2                   | S605             | Améthyste     | 1989      | Toulon         | 2 670 tonnes  | Remplacés d'ici 2030 par les Classe Suffren            |
| Classe Rubis         | SNA Sous-marins nucléaires d'attaque          | France  | S606  | 2                   | Perle            | 1992          |           | Toulon         | 2 670 tonnes  | Remplacés d'ici 2030 par les Classe Suffren            |
| Classe Suffren       | SNA Sous-marins nucléaires d'attaque          | France  |       | 3                   | S635             | Suffren       | 2020      | Toulon         | 5 300 tonnes  | 3 navires en plus qui entreront en service d'ici 2030, |
| Classe Suffren       | SNA Sous-marins nucléaires d'attaque          | France  | S636  | 3                   | Duguay-Trouin    | 2023          |           | Toulon         | 5 300 tonnes  | 3 navires en plus qui entreront en service d'ici 2030, |
| Classe Suffren       | SNA Sous-marins nucléaires d'attaque          | France  | S637  | 3                   | Tourville        | 2024          |           | Toulon         | 5 300 tonnes  | 3 navires en plus qui entreront en service d'ici 2030, |

## Bâtiments de combat

### Porte-avions
| Classe            | Type                  | Origine | Image | Quantité en service | Indicatif visuel | Nom               | Livraison | Port d'attache | Déplacement   | Notes |
| ----------------- | --------------------- | ------- | ----- | ------------------- | ---------------- | ----------------- | --------- | -------------- | ------------- | ----- |
| Charles de Gaulle | Porte-avion nucléaire | France  |       | 1                   | R91              | Charles de Gaulle | 2000      | Toulon         | 42 500 tonnes | [ 1 ] |

### Bâtiments amphibies
| Classe         | Type                                          | Origine | Image | Quantité en service | Indicatif visuel | Nom       | Livraison | Port d'attache | Déplacement   | Notes |
| -------------- | --------------------------------------------- | ------- | ----- | ------------------- | ---------------- | --------- | --------- | -------------- | ------------- | ----- |
| Classe Mistral | PHA Porte-hélicoptère amphibie                | France  |       | 3                   | L9013            | Mistral   | 2006      | Toulon         | 21 500 tonnes | [ 1 ] |
| Classe Mistral | PHA Porte-hélicoptère amphibie                | France  | L9014 | 3                   | Tonnerre         | 2007      |           | Toulon         | 21 500 tonnes | [ 1 ] |
| Classe Mistral | PHA Porte-hélicoptère amphibie                | France  | L9015 | 3                   | Dixmude          | 2012      |           | Toulon         | 21 500 tonnes | [ 1 ] |
| —              | EDA-R Engin de débarquement amphibie rapide   | France  |       | 4                   | L9092            | Gloire    | 2011      | Toulon         | 300 tonnes    | [ 1 ] |
| —              | EDA-R Engin de débarquement amphibie rapide   | France  | L9093 | 4                   | Patrie           | 2012      |           | Toulon         | 300 tonnes    | [ 1 ] |
| —              | EDA-R Engin de débarquement amphibie rapide   | France  | L9094 | 4                   | Quimper          | 2012      |           | Toulon         | 300 tonnes    | [ 1 ] |
| —              | EDA-R Engin de débarquement amphibie rapide   | France  | L9095 | 4                   | Fierté           | 2012      |           | Toulon         | 300 tonnes    | [ 1 ] |
| —              | EDA-S Engin de débarquement amphibie standard | France  |       | 6                   | L9100            | Arbalète  | 2021      | Toulon         | 200 tonnes    |       |
| —              | EDA-S Engin de débarquement amphibie standard | France  | L9101 | 6                   | Arquebuse        | 2021      |           | Toulon         | 200 tonnes    |       |
| —              | EDA-S Engin de débarquement amphibie standard | France  | L9102 | 6                   | Bombarde         | 2023      |           | Toulon         | 200 tonnes    |       |
| —              | EDA-S Engin de débarquement amphibie standard | France  | L9103 | 6                   | Javeline         | 2023      |           | Toulon         | 200 tonnes    |       |
| —              | EDA-S Engin de débarquement amphibie standard | France  | L9104 | 6                   | Pertuisane       | 2024      |           | Toulon         | 200 tonnes    |       |
| —              | EDA-S Engin de débarquement amphibie standard | France  | L9105 | 6                   | Glaive           | 2024      |           | Toulon         | 200 tonnes    |       |
| —              | CTM Chaland de transport de matériel          | France  |       | 9                   | 20               | Neke Grav | 1983      | Toulon         | 150 tonnes    | [ 1 ] |
| —              | CTM Chaland de transport de matériel          | France  | 21    | 9                   | Guéréro          | 1983      |           | Toulon         | 150 tonnes    | [ 1 ] |
| —              | CTM Chaland de transport de matériel          | France  | 22    | 9                   | Kien An          | 1982      |           | Toulon         | 150 tonnes    | [ 1 ] |
| —              | CTM Chaland de transport de matériel          | France  | 23    | 9                   | Song Can         | 1983      |           | Toulon         | 150 tonnes    | [ 1 ] |
| —              | CTM Chaland de transport de matériel          | France  | 27    | 9                   | Indochine        | 1986      |           | Toulon         | 150 tonnes    | [ 1 ] |
| —              | CTM Chaland de transport de matériel          | France  | 28    | 9                   | Tonkin           | 1988      |           | Toulon         | 150 tonnes    | [ 1 ] |
| —              | CTM Chaland de transport de matériel          | France  | 29    | 9                   | Nui Cho          | 1988      |           | Toulon         | 150 tonnes    | [ 1 ] |
| —              | CTM Chaland de transport de matériel          | France  | 30    | 9                   | Koan Bo          | 1989      |           | Toulon         | 150 tonnes    | [ 1 ] |
| —              | CTM Chaland de transport de matériel          | France  | 31    | 9                   | Phu Doan         | 1992      |           | Toulon         | 150 tonnes    | [ 1 ] |

### Frégates de premier rang
| Classe            | Type                                                           | Origine       | Image | Quantité en service | Indicatif visuel | Nom        | Livraison | Port d'attache | Déplacement  | Notes                                                    |
| ----------------- | -------------------------------------------------------------- | ------------- | ----- | ------------------- | ---------------- | ---------- | --------- | -------------- | ------------ | -------------------------------------------------------- |
| Classe Horizon    | FDA Frégate de défense aérienne                                | France Italie |       | 2                   | D620             | Forbin     | 2008      | Toulon         | 7 000 tonnes | ,                                                        |
| Classe Horizon    | FDA Frégate de défense aérienne                                | France Italie | D621  | 2                   | Chevalier Paul   | 2009       |           | Toulon         | 7 000 tonnes | ,                                                        |
| Classe Aquitaine  | FREMM Frégate multi-missions (spécialisation anti-sous-marine) | France Italie |       | 6                   | D650             | Aquitaine  | 2012      | Brest          | 6 278 tonnes | ,                                                        |
| Classe Aquitaine  | FREMM Frégate multi-missions (spécialisation anti-sous-marine) | France Italie | D651  | 6                   | Normandie        | 2019       | Brest     |                | 6 278 tonnes | ,                                                        |
| Classe Aquitaine  | FREMM Frégate multi-missions (spécialisation anti-sous-marine) | France Italie | D652  | 6                   | Provence         | 2015       | Toulon    |                | 6 278 tonnes | ,                                                        |
| Classe Aquitaine  | FREMM Frégate multi-missions (spécialisation anti-sous-marine) | France Italie | D653  | 6                   | Languedoc        | 2016       | Toulon    |                | 6 278 tonnes | ,                                                        |
| Classe Aquitaine  | FREMM Frégate multi-missions (spécialisation anti-sous-marine) | France Italie | D654  | 6                   | Auvergne         | 2017       | Brest     |                | 6 278 tonnes | ,                                                        |
| Classe Aquitaine  | FREMM Frégate multi-missions (spécialisation anti-sous-marine) | France Italie | D655  | 6                   | Bretagne         | 2018       | Brest     |                | 6 278 tonnes | ,                                                        |
| Classe Aquitaine  | FREMM Frégate multi-missions (spécialisation anti-aérienne)    | France Italie |       | 2                   | D656             | Alsace     | 2021      | Toulon         | 6 278 tonnes | ,                                                        |
| Classe Aquitaine  | FREMM Frégate multi-missions (spécialisation anti-aérienne)    | France Italie | D657  | 2                   | Lorraine         | 2022       |           | Toulon         | 6 278 tonnes | ,                                                        |
| Classe La Fayette | FLF Frégate légère furtive                                     | France        |       | 3                   | F710             | La Fayette | 1996      | Toulon         | 3 800 tonnes | Rénové dans l'attente de remplacement par les future FDI |
| Classe La Fayette | FLF Frégate légère furtive                                     | France        | F712  | 3                   | Courbet          | 1997       |           | Toulon         | 3 800 tonnes | Rénové dans l'attente de remplacement par les future FDI |
| Classe La Fayette | FLF Frégate légère furtive                                     | France        | F713  | 3                   | Aconit           | 1999       |           | Toulon         | 3 800 tonnes | Rénové dans l'attente de remplacement par les future FDI |

### Frégates de second rang
| Classe            | Type                       | Origine | Image | Quantité en service | Indicatif visuel | Nom     | Livraison | Port d'attache | Déplacement  | Notes                                                    |
| ----------------- | -------------------------- | ------- | ----- | ------------------- | ---------------- | ------- | --------- | -------------- | ------------ | -------------------------------------------------------- |
| Classe La Fayette | FLF Frégate légère furtive | France  |       | 2                   | F711             | Surcouf | 1997      | Toulon         | 3 700 tonnes | Rénové dans l'attente de remplacement par les future FDI |
| Classe La Fayette | FLF Frégate légère furtive | France  | F714  | 2                   | Guépratte        | 2001    |           | Toulon         | 3 700 tonnes | Rénové dans l'attente de remplacement par les future FDI |

### Frégate de surveillance
| Classe         | Type                       | Origine | Image | Quantité en service | Indicatif visuel | Nom     | Livraison                    | Port d'attache               | Déplacement  | Notes |
| -------------- | -------------------------- | ------- | ----- | ------------------- | ---------------- | ------- | ---------------------------- | ---------------------------- | ------------ | ----- |
| Classe Floréal | FS Frégate de surveillance | France  |       | 6                   | F730             | Floréal | 1992                         | Port de la Pointe-des-Galets | 2 950 tonnes | [ 1 ] |
| Classe Floréal | FS Frégate de surveillance | France  | F731  | 6                   | Prairial         | 1992    | Papeete                      |                              | 2 950 tonnes | [ 1 ] |
| Classe Floréal | FS Frégate de surveillance | France  | F732  | 6                   | Nivôse           | 1992    | Port de la Pointe-des-Galets |                              | 2 950 tonnes | [ 1 ] |
| Classe Floréal | FS Frégate de surveillance | France  | F733  | 6                   | Ventôse          | 1993    | Fort-de-France               |                              | 2 950 tonnes | [ 1 ] |
| Classe Floréal | FS Frégate de surveillance | France  | F734  | 6                   | Vendémiaire      | 1993    | Nouméa                       |                              | 2 950 tonnes | [ 1 ] |
| Classe Floréal | FS Frégate de surveillance | France  | F735  | 6                   | Germinal         | 1994    | Fort-de-France               |                              | 2 950 tonnes | [ 1 ] |

### Patrouilleurs
| Classe                    | Type                                | Origine | Image | Quantité en service | Indicatif visuel              | Nom                | Livraison         | Port d'attache               | Déplacement  | Notes |
| ------------------------- | ----------------------------------- | ------- | ----- | ------------------- | ----------------------------- | ------------------ | ----------------- | ---------------------------- | ------------ | ----- |
| Classe d'Estienne d'Orves | PHM Patrouilleur de haute mer       | France  |       | 5                   | F793                          | Commandant Blaison | 1982              | Brest                        | 1 340 tonnes | [ 1 ] |
| Classe d'Estienne d'Orves | PHM Patrouilleur de haute mer       | France  | F794  | 5                   | Enseigne de vaisseau Jacoubet | 1982               |                   | Brest                        | 1 340 tonnes | [ 1 ] |
| Classe d'Estienne d'Orves | PHM Patrouilleur de haute mer       | France  | F795  | 5                   | Commandant Ducuing            | 1983               | Toulon            |                              | 1 340 tonnes | [ 1 ] |
| Classe d'Estienne d'Orves | PHM Patrouilleur de haute mer       | France  | F796  | 5                   | Commandant Birot              | 1984               | Toulon            |                              | 1 340 tonnes | [ 1 ] |
| Classe d'Estienne d'Orves | PHM Patrouilleur de haute mer       | France  | F797  | 5                   | Commandant Bouan              | 1984               | Toulon            |                              | 1 340 tonnes | [ 1 ] |
| Classe Félix Éboué        | POM Patrouilleur Outre-mer          | France  |       | 2                   | P779                          | Auguste Bénébig    | 2022              | Nouméa                       | 1 300 tonnes | [ 1 ] |
| Classe Félix Éboué        | POM Patrouilleur Outre-mer          | France  | P780  | 2                   | Teriieroo a Teriierooiterai   | 2024               | Papeete           |                              | 1 300 tonnes | [ 1 ] |
| Classe La Confiance       | PAG Patrouilleurs Antilles Guyane   | France  |       | 3                   | P733                          | La Confiance       | 2017              | Dégrad des Cannes            | 700 tonnes   | [ 1 ] |
| Classe La Confiance       | PAG Patrouilleurs Antilles Guyane   | France  | P734  | 3                   | La Résolue                    | 2017               | Dégrad des Cannes |                              | 700 tonnes   | [ 1 ] |
| Classe La Confiance       | PAG Patrouilleurs Antilles Guyane   | France  | P735  | 3                   | La Combattante                | 2020               | Fort-de-France    |                              | 700 tonnes   | [ 1 ] |
| Classe OPV 54             | PSP Patrouilleurs de service public | France  |       | 3                   | P676                          | Flamant            | 1997              | Cherbourg                    | 410 tonnes   | [ 1 ] |
| Classe OPV 54             | PSP Patrouilleurs de service public | France  | P677  | 3                   | Cormoran                      | 1997               |                   | Cherbourg                    | 410 tonnes   | [ 1 ] |
| Classe OPV 54             | PSP Patrouilleurs de service public | France  | P678  | 3                   | Pluvier                       | 1997               |                   | Cherbourg                    | 410 tonnes   | [ 1 ] |
| Classe Lapérouse          | PSP Patrouilleur de service public  | France  |       | 1                   | P675                          | Arago              | 1991              | Brest                        | 970 tonnes   | [ 1 ] |
| —                         | PSP Patrouilleur de service public  | Norvège |       | 1                   | P701                          | Le Malin           | 1997              | Port de la Pointe-des-Galets | 1 100 tonnes | ,     |
| —                         | PSP Patrouilleur de service public  | France  |       | 1                   | P740                          | Fulmar             | 1991              | Saint-Pierre et Miquelon     | 550 tonnes   | ,     |

### Bâtiments de guerre des mines
| Classe         | Type                                      | Origine                  | Image | Quantité en service | Indicatif visuel | Nom       | Livraison | Port d'attache | Déplacement | Notes |
| -------------- | ----------------------------------------- | ------------------------ | ----- | ------------------- | ---------------- | --------- | --------- | -------------- | ----------- | ----- |
| Classe Éridan  | CMT Chasseur de mines tripartite          | France Belgique Pays-Bas |       | 8                   | M643             | Andromède | 1984      | Brest          | 615 tonnes  | [ 1 ] |
| Classe Éridan  | CMT Chasseur de mines tripartite          | France Belgique Pays-Bas | M644  | 8                   | Pégase           | 1983      | Brest     |                | 615 tonnes  | [ 1 ] |
| Classe Éridan  | CMT Chasseur de mines tripartite          | France Belgique Pays-Bas | M646  | 8                   | Croix du Sud     | 1986      | Brest     |                | 615 tonnes  | [ 1 ] |
| Classe Éridan  | CMT Chasseur de mines tripartite          | France Belgique Pays-Bas | M647  | 8                   | L'Aigle          | 1987      | Brest     |                | 615 tonnes  | [ 1 ] |
| Classe Éridan  | CMT Chasseur de mines tripartite          | France Belgique Pays-Bas | M648  | 8                   | Lyre             | 1987      | Toulon    |                | 615 tonnes  | [ 1 ] |
| Classe Éridan  | CMT Chasseur de mines tripartite          | France Belgique Pays-Bas | M650  | 8                   | Sagittaire       | 1996      | Brest     |                | 615 tonnes  | [ 1 ] |
| Classe Éridan  | CMT Chasseur de mines tripartite          | France Belgique Pays-Bas | M652  | 8                   | Céphée           | 1988      | Brest     |                | 615 tonnes  | [ 1 ] |
| Classe Éridan  | CMT Chasseur de mines tripartite          | France Belgique Pays-Bas | M653  | 8                   | Capricorne       | 1988      | Toulon    |                | 615 tonnes  | [ 1 ] |
| Classe Vulcain | BBPD Bâtiment base de plongeurs démineurs | France                   |       | 4                   | M611             | Vulcain   | 1986      | Cherbourg      | 490 tonnes  | [ 1 ] |
| Classe Vulcain | BBPD Bâtiment base de plongeurs démineurs | France                   | M613  | 4                   | Achéron          | 1987      | Toulon    |                | 490 tonnes  | [ 1 ] |
| Classe Vulcain | BBPD Bâtiment base de plongeurs démineurs | France                   | M614  | 4                   | Styx             | 1987      | Brest     |                | 490 tonnes  | [ 1 ] |
| Classe Vulcain | BBPD Bâtiment base de plongeurs démineurs | France                   | M622  | 4                   | Pluton           | 1986      | Toulon    |                | 490 tonnes  | [ 1 ] |
| Classe Antarès | BRS Bâtiment remorqueur de sonars         | France                   |       | 3                   | M770             | Antarès   | 1993      | Brest          | 330 tonnes  | [ 1 ] |
| Classe Antarès | BRS Bâtiment remorqueur de sonars         | France                   | M771  | 3                   | Altaïr           | 1994      |           | Brest          | 330 tonnes  | [ 1 ] |
| Classe Antarès | BRS Bâtiment remorqueur de sonars         | France                   | M772  | 3                   | Aldébaran        | 1995      |           | Brest          | 330 tonnes  | [ 1 ] |

### Bateaux forces spéciales
| Classe | Type                                                                              | Origine    | Image | Quantité en service | Indicatif visuel | Nom        | Livraison | Port d'attache | Déplacement | Notes                               |
| ------ | --------------------------------------------------------------------------------- | ---------- | ----- | ------------------- | ---------------- | ---------- | --------- | -------------- | ----------- | ----------------------------------- |
| —      | Embarcation rapide blindée                                                        | France     |       | 2                   | CC 937450        | Bir Hakeim | 2022      | Brest          | 17 tonnes   | 12 prévues d'ici 2025,              |
| —      | Embarcation rapide blindée                                                        | France     | P7490 | 2                   | Laffaux          | 2023       |           | Brest          | 17 tonnes   | 12 prévues d'ici 2025,              |
| —      | ETRACO Embarcation de transport rapide pour commandos                             | France     |       | 20                  |                  |            | 1997      | Brest          | 2,4 tonnes  | Basé sur le ZH-733 et ZH-753        |
| —      | ECUME NG Embarcation commando à usage multiple embarquable de nouvelle génération | États-Unis | —     | 15                  |                  |            | 2013      | Brest          | 4 tonnes    | Variante du ZH-930 de Zodiac Milpro |

## Bâtiments de soutien[2]

### Bâtiments à usage militaire

#### Bâtiments de ravitaillement
| Classe                    | Type                                              | Origine       | Image | Quantité en service | Indicatif visuel  | Nom                | Livraison | Port d'attache | Déplacement   | Notes |
| ------------------------- | ------------------------------------------------- | ------------- | ----- | ------------------- | ----------------- | ------------------ | --------- | -------------- | ------------- | ----- |
| Classe Durance            | BCR Bâtiment de commandement et de ravitaillement | France        |       | 1                   | A631              | Somme              | 1987      | Brest          | 17 500 tonnes | [ 1 ] |
| Classe Jacques Chevallier | BRF Bâtiment ravitailleur de forces               | France Italie |       | 2 4 prévus          | A725              | Jacques Chevallier | 2023      | Toulon         | 31 000 tonnes | [ 1 ] |
| Classe Jacques Chevallier | BRF Bâtiment ravitailleur de forces               | France Italie | A726  | 2 4 prévus          | Jacques Stosskopf | 2025               |           | Toulon         | 31 000 tonnes | [ 1 ] |

#### Bâtiments de soutien
| Classe                 | Type                                                    | Origine | Image | Quantité en service | Indicatif visuel | Nom             | Livraison                    | Port d'attache | Déplacement  | Notes |
| ---------------------- | ------------------------------------------------------- | ------- | ----- | ------------------- | ---------------- | --------------- | ---------------------------- | -------------- | ------------ | ----- |
| Classe Loire           | BSAM Bâtiment de soutien et d’assistance métropolitains | France  |       | 4                   | A602             | Loire           | 2018                         | Toulon         | 2 950 tonnes | [ 1 ] |
| Classe Loire           | BSAM Bâtiment de soutien et d’assistance métropolitains | France  | A603  | 4                   | Rhône            | 2019            | Brest                        |                | 2 950 tonnes | [ 1 ] |
| Classe Loire           | BSAM Bâtiment de soutien et d’assistance métropolitains | France  | A604  | 4                   | Seine            | 2019            | Toulon                       |                | 2 950 tonnes | [ 1 ] |
| Classe Loire           | BSAM Bâtiment de soutien et d’assistance métropolitains | France  | A605  | 4                   | Garonne          | 2020            | Brest                        |                | 2 950 tonnes | [ 1 ] |
| Classe d'Entrecasteaux | BSAOM Bâtiment de soutien et d’assistance outre-mer     | France  |       | 4                   | A621             | D'Entrecasteaux | 2016                         | Nouméa         | 2 300 tonnes | [ 1 ] |
| Classe d'Entrecasteaux | BSAOM Bâtiment de soutien et d’assistance outre-mer     | France  | A622  | 4                   | Bougainville     | 2016            | Papeete                      |                | 2 300 tonnes | [ 1 ] |
| Classe d'Entrecasteaux | BSAOM Bâtiment de soutien et d’assistance outre-mer     | France  | A623  | 4                   | Champlain        | 2017            | Port de la Pointe-des-Galets |                | 2 300 tonnes | [ 1 ] |
| Classe d'Entrecasteaux | BSAOM Bâtiment de soutien et d’assistance outre-mer     | France  | A624  | 4                   | Dumont d'Urville | 2020            | Fort-de-France               |                | 2 300 tonnes | [ 1 ] |
|                        | BSP Bâtiment de soutien polyvalent                      | France  |       | 1                   | A645             | Alizé           | 2004                         | Toulon         | 1 600 tonnes | ,     |

#### Bâtiments d'entrainement
| Classe | Type                             | Origine | Image | Quantité en service | Indicatif | Nom         | Livraison | Port d'attache | Déplacement  | Notes                |
| ------ | -------------------------------- | ------- | ----- | ------------------- | --------- | ----------- | --------- | -------------- | ------------ | -------------------- |
| —      | Bâtiment plastron d'entrainement | Norvège |       | 1                   | UT745     | VN Partisan | 2018      | Brest          | 4 680 tonnes | Affrété avec SeaOwl, |
| —      | Bâtiment plastron d'entrainement | Norvège |       | 1                   | UT746     | VN Rebel    | 2016      | Toulon         | 2 900 tonnes | Affrété avec SeaOwl, |

#### Bâtiments de mesures
| Classe           | Type                                                 | Origine | Image | Quantité en service | Indicatif visuel | Nom           | Livraison | Port d'attache | Déplacement   | Notes |
| ---------------- | ---------------------------------------------------- | ------- | ----- | ------------------- | ---------------- | ------------- | --------- | -------------- | ------------- | ----- |
| —                | BEM Bâtiment d'essais et de mesures                  | France  |       | 1                   | A601             | Monge         | 1992      | Brest          | 21 000 tonnes | [ 1 ] |
| —                | BRE Bâtiment de recherche électromagnétique          | France  |       | 1                   | A759             | Dupuy-de-Lôme | 2006      | Brest          | 3 600 tonnes  | [ 1 ] |
| Classe Lapérouse | BEGM Bâtiment d'expérimentations de guerre des mines | France  |       | 1                   | A785             | Thétis        | 1988      | Brest          | 950 tonnes    | [ 1 ] |

#### Bâtiments de ravitaillement des bases militaires
| Classe          | Type                                     | Origine            | Image | Quantité en service | Indicatif visuel       | Nom      | Livraison | Port d'attache | Déplacement   | Notes                                            |
| --------------- | ---------------------------------------- | ------------------ | ----- | ------------------- | ---------------------- | -------- | --------- | -------------- | ------------- | ------------------------------------------------ |
| Stena Searunner | RoCon Roulier et porte-conteneurs        | Suède Corée du Sud |       | 2                   | —                      | MN Calao | 2013      | Affrété        | 23 673 tonnes | Détenus par la Compagnie nationale de navigation |
| Stena Searunner | RoCon Roulier et porte-conteneurs        | Suède Corée du Sud | —     | 2                   | MN Tangara             | 2013     |           | Affrété        | 23 673 tonnes | Détenus par la Compagnie nationale de navigation |
| —               | CTS Chaland de transport et de servitude | France             |       | 1                   | L9090                  | Gapeau   | 1987      | Hyères         | 1 100 tonnes  | [ 1 ]                                            |
| —               | CTM Chaland de transport de matériel     | France             |       | 2                   | 13 (ex-Armée de Terre) | —        | 1983      | Mayotte        | 150 tonnes    | [ 1 ]                                            |
| —               | CTM Chaland de transport de matériel     | France             | 18    | 2                   | —                      | 1982     | Djibouti  |                | 150 tonnes    | [ 1 ]                                            |

### Bâtiments de service public

#### Bâtiments hydrographiques et océanographiques
| Classe           | Type                                           | Origine | Image | Quantité en service | Indicatif visuel | Nom               | Livraison | Port d'attache | Déplacement  | Notes |
| ---------------- | ---------------------------------------------- | ------- | ----- | ------------------- | ---------------- | ----------------- | --------- | -------------- | ------------ | ----- |
| —                | BHO Bâtiment hydrographique et océanographique | France  |       | 1                   | A758             | Beautemps-Beaupré | 2003      | Brest          | 3 300 tonnes | [ 1 ] |
| Classe Lapérouse | BH Bâtiment hydrographique                     | France  |       | 3                   | A791             | Lapérouse         | 1988      | Brest          | 950 tonnes   | [ 1 ] |
| Classe Lapérouse | BH Bâtiment hydrographique                     | France  | A792  | 3                   | Borda            | 1988              |           | Brest          | 950 tonnes   | [ 1 ] |
| Classe Lapérouse | BH Bâtiment hydrographique                     | France  | A793  | 3                   | Laplace          | 1989              |           | Brest          | 950 tonnes   | [ 1 ] |

Navire océanographique, patrouilleur polaire et navire logistique
|   |                                           |        |  |   | Indicatif visuel |                |      |                              |              | |
| - | ----------------------------------------- | ------ |  | - | ---------------- | -------------- | ---- | ---------------------------- | ------------ | --- |
| — | Navire océanographique                    | France |  | 1 | —                | Pourquoi pas ? | 2005 | Brest                        | 6 600 tonnes | partagé avec l'Ifremer (45% à la marine)                                                                                          |
| — | Patrouilleur polaire et navire logistique | France |  | 1 | P800             | Astrolabe      | 2017 | Port de la Pointe-des-Galets | 4 200 tonnes | Usage mixte pour la souveraineté sur les Terres Australes et Antarctiques Françaises et le ravitaillement des bases scientifiques |

#### Bâtiments de service public affrétés
| Classe | Type                                                         | Origine        | Image | Quantité en service | Indicatif visuel     | Nom              | Livraison        | Port d'attache | Déplacement  | Notes              |
| ------ | ------------------------------------------------------------ | -------------- | ----- | ------------------- | -------------------- | ---------------- | ---------------- | -------------- | ------------ | ------------------ |
| —      | BSAA Bâtiment de soutien et d’assistance affrétés            | Suède Roumanie |       | 4                   | A888                 | Pionnier         | 2020             | Toulon         | 2 100 tonnes | Bâtiments affrêtés |
| —      | BSAA Bâtiment de soutien et d’assistance affrétés            | Suède Roumanie | A889  | 4                   | Sapeur               | 2020             | Brest            |                | 2 100 tonnes | Bâtiments affrêtés |
| —      | BSAA Bâtiment de soutien et d’assistance affrétés            | Suède Roumanie | A887  | 4                   | Argonaute            | 2004             | Cherbourg        |                | 2 100 tonnes | Bâtiments affrêtés |
| —      | BSAA Bâtiment de soutien et d’assistance affrétés            | Suède Roumanie | A886  | 4                   | Jason                | 2009             | Toulon           | 2 310 tonnes   |              | Bâtiments affrêtés |
| —      | RIAS Remorqueur d'intervention, d'assistance et de sauvetage | Norvège        |       | 4                   | A621                 | Abeille Bretagne | 2005             | Brest          | 3 200 tonnes | Bâtiments affrêtés |
| —      | RIAS Remorqueur d'intervention, d'assistance et de sauvetage | Norvège        | A622  | 4                   | Abeille Liberté      | 2005             | Cherbourg        |                | 3 200 tonnes | Bâtiments affrêtés |
| —      | RIAS Remorqueur d'intervention, d'assistance et de sauvetage | Norvège        | A623  | 4                   | Abeille Normandie    | 2022             | Boulogne-sur-Mer | 3 978 tonnes   |              | Bâtiments affrêtés |
| —      | RIAS Remorqueur d'intervention, d'assistance et de sauvetage | Norvège        | A624  | 4                   | Abeille Méditerranée | 2022             | Toulon           | 3 978 tonnes   |              | Bâtiments affrêtés |

### Bâtiments-écoles
| Classe           | Type                                    | Origine     | Image | Quantité en service | Indicatif visuel | Nom               | Livraison | Port d'attache | Déplacement | Notes |
| ---------------- | --------------------------------------- | ----------- | ----- | ------------------- | ---------------- | ----------------- | --------- | -------------- | ----------- | ----- |
| Classe Léopard   | Bâtiments d'instruction                 | France      |       | 8                   | A748             | Léopard           | 1982      | Brest          | 470 tonnes  | [ 1 ] |
| Classe Léopard   | Bâtiments d'instruction                 | France      | A749  | 8                   | Panthère         |                   | 1982      | Brest          | 470 tonnes  | [ 1 ] |
| Classe Léopard   | Bâtiments d'instruction                 | France      | A750  | 8                   | Jaguar           |                   | 1982      | Brest          | 470 tonnes  | [ 1 ] |
| Classe Léopard   | Bâtiments d'instruction                 | France      | A751  | 8                   | Lynx             |                   | 1982      | Brest          | 470 tonnes  | [ 1 ] |
| Classe Léopard   | Bâtiments d'instruction                 | France      | A752  | 8                   | Guépard          | 1983              |           | Brest          | 470 tonnes  | [ 1 ] |
| Classe Léopard   | Bâtiments d'instruction                 | France      | A753  | 8                   | Chacal           | 1983              |           | Brest          | 470 tonnes  | [ 1 ] |
| Classe Léopard   | Bâtiments d'instruction                 | France      | A754  | 8                   | Tigre            | 1983              |           | Brest          | 470 tonnes  | [ 1 ] |
| Classe Léopard   | Bâtiments d'instruction                 | France      | A755  | 8                   | Lion             | 1983              |           | Brest          | 470 tonnes  | [ 1 ] |
| Type Glycine     | Bâtiments d'instruction à la navigation | France      |       | 2                   | A770             | Glycine           | 1992      | Brest          | 300 tonnes  | [ 1 ] |
| Type Glycine     | Bâtiments d'instruction à la navigation | France      | A771  | 2                   | Églantine        |                   | 1992      | Brest          | 300 tonnes  | [ 1 ] |
| Type paimpolaise | Goélette à hunier                       | France      |       | 2                   | A649             | Étoile            | 1932      | Brest          | 275 tonnes  | [ 1 ] |
| Type paimpolaise | Goélette à hunier                       | France      | A650  | 2                   | Belle Poule      |                   | 1932      | Brest          | 275 tonnes  | [ 1 ] |
| —                | Cotre                                   | Royaume-Uni |       | 1                   | A651             | Feu Follet        | 1987      | Brest          | 14,2 tonnes | [ 1 ] |
| —                | Cotre à grément Dundee                  | France      |       | 1                   | A652             | Mutin             | 1927      | Brest          | 82 tonnes   | [ 1 ] |
| —                | Yawl à gréement aurique                 | France      |       | 1                   | A653             | La Grande Hermine | 1932      | Brest          | 14 tonnes   | [ 1 ] |

### Autres bâtiments
En outre, la Marine Nationale dispose d'une flotte de bâtiments de soutien spécialisés, d'un déplacement unitaire généralement inférieur à 150 tonnes : vedettes de servitude, bateaux pompes, pousseurs, remorqueurs et chalands... La Marine Nationale dispose notamment de:
- 9 vedettes d'intervention pour plongeurs démineurs (VIPD) de classe Dionée:
  - Dionée (1990)
  - Myosotis (1991)
  - Gardenia (1991)
  - Liseron (1992)
  - Genêt (1995)
  - Magnolia (1996)
  - Ajonc (1996)
  - Giroflée (1996)
  - Acanthe (1996)
- 21 vedettes de liaison intérieure (VLI) de classe Naïade :
  - Nymphe - Brest
  - Sylphe - Brest
  - Naïade - Lanvéoc-Poulmic
  - Néréïde - Lanvéoc-Poulmic
  - Elfe - Lanvéoc-Poulmic
  - Pégée - Lanvéoc-Poulmic
  - Faune - Brest (Centre d'Instruction Naval)
  - Potamide - L'Île-Longue
  - Epigée - L'Île longue
  - Océanide - Toulon
  - Dryade - Toulon
  - Nixe - Toulon
  - Sylphide - Toulon
  - Hydriade - Saint-Mandrier-sur-Mer (Pôle Ecoles Méditerranée)
  - Oréade - Saint-Mandrier-sur-Mer (Pôle Ecoles Méditerranée)
  - Héléade - Saint-Mandrier-sur-Mer (Pôle Ecoles Méditerranée)
  - Ouranée - Saint-Mandrier-sur-Mer (Pôle Ecoles Méditerranée)
  - Ondine - Cherbourg
  - Alphée - Nouméa
  - Korrigan - Fort-de-France
  - Lutin - Dakar

- 8 chalands multi-missions (CMM) de classe Cigale :
  - Y622 Cigale - Saint-Mandrier-sur-Mer (Pôle écoles Méditerranée) (2018)
  - Y623 Criquet - Toulon (2019)
  - Y624 Grillon - Toulon (2019)
  - Y625 Fourmi - Brest (2019)
  - Y626 Scarabée - Brest (2019)
  - Y627 Araignée - Cherbourg (2019)
  - Y628 Luciole - Fort-de-France (2020)
  - Y629 Tianée - Toulon (CEPHISMER) (2020)

## Gendarmerie maritime
La Gendarmerie maritime dispose de patrouilleurs côtiers, vedettes côtières de surveillance, vedettes de sûreté, auxquelles s'ajoutent 9 embarcations de sûreté maritime et portuaire (ESMP) de 9 mètres, 10 embarcations pneumatiques dans les brigades de surveillance du littoral et 32 embarcations pneumatiques sur les patrouilleurs et les vedettes.
- 5 patrouilleurs côtiers de gendarmerie (PCG) :
  - P719 Armoise - Cherbourg (1995)
  - P720 Géranium - Lorient (1997)
  - P721 Jonquille - Toulon (1996)
  - P722 Violette - Pointe-à-Pitre (1997)
  - P723 Jasmin - Papeete (1997)

- 3 vedettes côtières de surveillance maritime de nouvelle génération (VCSM NG) :
  - P692 Maroni - Cherbourg (2022)
  - P693 Oyapock - Dunkerque (2022)
  - P694 Alber Ildut - Boulogne-sur-Mer (2022)

- 24 vedettes côtières de surveillance maritime (VCSM) :
  - P601 Élorn - Concarneau (2003)
  - P602 Verdon - Mayotte (2003)
  - P603 Adour - Anglet (2003)
  - P604 Scarpe - Boulogne-sur-Mer (2003)
  - P605 Vertonne - Sables-d'Olonnne (2003)
  - P606 Dumbea - Nouméa (2004)
  - P607 Yser - Dieppe (2004)
  - P608 Argens - Saint-Raphaël (2004)
  - P609 Hérault - Sète (2005)
  - P610 Gravona - Ajaccio (2004)
  - P611 Odet - Mayotte (2005)
  - P612 Maury - Gruissan (2005)
  - P613 Charente - Rochefort (2005)
  - P614 Tech - Port Vendres (2005)
  - P615 Penfeld - Brest (2005)
  - P616 Trieux - Saint-Malo (2005)
  - P617 Vésubie - Nice (2006)
  - P618 Escaut - Dunkerque (2006)
  - P619 Huveaune - Marseille (2006)
  - P620 Sèvre - Pornichet (2007)
  - P621 Aber-Wrach - Brest (2006)
  - P622 Esteron - Le Havre (2007)
  - P623 Mahury - Dégrad-des-Cannes (2005)
  - P624 Organabo - Kourou (2005)

- 9 vedettes de surveillance maritime et portuaire (VSMP) :
  - P792 Pavois - Le Havre (2011)
  - P793 Ecu - Port de Bouc (2011)
  - P794 Rondache - Le Havre (2011)
  - P795 Harnois - Marseille (2011)
  - P796 Haubert - Port de Bouc (2011)
  - P797 Heaume - Cherbourg (2011)
  - P798 Brigantine - Brest (2011)
  - P799 Gantelet - Toulon (2011)
  - P801 Armet - Toulon (2020)

## Futurs bâtiments

### Bâtiments en construction ou en cours d'essais
Ce chapitre recense uniquement les bâtiments de plus de 150 tonnes dont la construction est en cours, à l'exclusion des unités planifiées ou commandées mais dont la construction n'a pas encore commencé. La date figurant entre parenthèses après chaque bâtiment correspond à sa date de livraison prévue à la Marine nationale. Cette date est susceptible d'évoluer en fonction des aléas inhérents à chaque programme.
- 3 sous-marins nucléaires d'attaque de classe Suffren :
  - SNA De Grasse - S638 (2027)
  - SNA Rubis - S639 (2029)
  - SNA Casabianca - S640 (2030)
- 8 engins de débarquement amphibie standard[15],[16] :
  - EDA-S Dague- L9106 (2024)
  - EDA-S Mousquet- L9107 (2024)
  - EDA-S Épée- L9108 (2024)
  - EDA-S Sabre- L9109 (2024)
  - EDA-S Coutelas- L9110 (2025)
  - EDA-S Anne-Marie - L9111 (2025)
  - EDA-S Rapière - L9112 (2026)
  - EDA-S Hallebarde- L9113 (2026)
- 5 frégates de défense et d'intervention :
  - FDI Amiral Ronarc'h - D660 (2025)
  - FDI Amiral Louzeau - D661 (2026)
  - FDI Amiral Castex - D662 (2027)
  - FDI Amiral Nomy - D663 (2028)
  - FDI Amiral Cabanier - D664 (2029)
- 7 Patrouilleurs hauturiers commandés (succèdera à la Classe d'Estienne d'Orves (PHM Patrouilleur de haute mer) et à la Classe OPV 54 (PSP Patrouilleur de service public))[17],[18]:
  - PH Trolley de Prévaux (2026)
  - PH D’Estienne d’Orves (2027)
  - PH Émilienne Moreau (2028)
  - PH Premier maître Yves Nonen (2029)
  - PH Commandant Ducuing (2029)
  - PH Quartier-maître Anquetil (2030)
  - PH Jeanne Bohec (2030)
- 4 patrouilleurs Outre-mer :
  - POM Auguste Techer - P781 (2025)
  - POM Jean Tranape - P782 (2025)
  - POM Philippe Bernardino - P783 (2025)
  - POM Félix Éboué - P784 (2025)
- 3 bâtiments ravitailleurs de forces :
  - BRF Jacques Stosskopf - A726) (2025)
  - BRF Emile Bertin - A727 (2027)
  - BRF Gustave Zédé - A728 (2029)

### Bâtiments prévus
- 1 porte-avions de nouvelle génération[19]
- 4 sous-marin nucléaire lanceur d'engins de 3e génération[20],[21]
- Corvettes hauturières destinées à remplacer les corvettes de classe Floréal (2 options), 1 prévue d'ici 2030)[22]:
  - European Patrol Corvette[23]
  - Classe Gowind 2500[24]
- 3 Patrouilleurs hauturiers prévus (succèdera à la Classe d'Estienne d'Orves (PHM Patrouilleur de haute mer) et à la Classe OPV 54 (PSP Patrouilleur de service public))[18]:
  - PH Andrée Borrel (2031)
  - PH Île de Sein (2032)
  - PH Jacqueline Carsignol (2033)